# Marc Kilgour
Marc Kilgour é uma personagem fictícia da série de livros infantojuvenis de ação Henderson's Boys, de Robert Muchamore. Nasceu em 1928 no norte da França. Foi abandonado entre dois vasos de pedra na plataforma da estação de Beauvais, a sessenta quilómetros ao norte de Paris. Foi um porteiro quem o descobriu e o levou para o aconchego do escritório do chefe da estação. Ele só tinha um pedaço de papel consigo que dizia que era alérgico ao leite de vaca.

## Antecedentes e início de vida
Kilgour foi encontrado ainda bebé na estação de comboios de Beauvais, em França. A sua mãe nunca foi localizada, então este rapaz creceu até aos 12 anos num orfanato, em Beauvais, só para rapazes, administrado pela Igreja Católica, mas diretamente chefiado pelo Sr. Thomas.

## Aparência física
Marc é bem parecido e robusto. Ele tem olhos azuis esverdeados e cabelos loiros emaranhados. Perdeu um dente da frente aos 12 anos quando um oficial da Gestapo o encontrou refugiado na casa de Charles Henderson.  

## Ensino
Marc é um rapaz muito inteligente e excecionalmente bom com línguas estrangeiras. Um professor simpático ensinou-lhe alemão quando criança, o que o ajudou a infiltrar-se nos alemães como um jovem soldado alemão e permitiu-lhe ouvir e perceber as conversas dos oficiais alemães nos bares quando aí trabalhou em missão. Quando foi para Inglaterra para a Unidade B de Espionagem e Reconhecimento, posteriormente CHERUB, aprendeu a Língua Inglesa rapidamente.

## Aparições

### A Evasão
A história começa com Marc a ser espancado pelo "diretor" do seu orfanato por ter atirado (sem querer) a filha do Sr. Murel, o maior dono de terras da zona, para um munte de estrume de vaca. Durante o ataque aéreo alemão que se passa pouco depois, Marc aproveita a oportunidade e foge (evade), roubando alguns pertences do diretor. Quando encontra o frigorífico do diretor do orfanato cheio de iguarias e encontra uma lata cheia de notas decide levar um pouco de tudo, uma vez que não sabe o que vai encontrar e estava com os nervos à flor da pele por o diretor ter guardado o dinheiro que deveria ter sido direcionado para as crianças do orfanato para fins próprios. Depois de uma longa viagem, Marc acaba na casa vazia de Charles Henderson (sem saber de seu dono). O rapaz entra por uma janela de uma casa de banho com as dobradiças um pouco sensíveis e passa lá umas noites, quando, numa tarde, enquanto estava a apreciar algo na sala de estar, aparece um grupo de agentes da Gestapo que invadem a casa, na esperança de encontrar Henderson, que não está lá. Estes homens interrogam Marc e, depois de não obterem nenhuma informação relevante, arrancam-lhe um dente da frente. Charles Henderson encontra Marc na sua casa ferido pela ação dos alemães e, resumidamente, parte com Paul e Rosie Clark para o porto, de forma ao capitão Henderson poder retornar Inglaterra. Marc não vai com Paul e Rosie porque não tem passaporte, mas tal precalço revela-se positivo, uma vez que a história termina em suspense com a notícia de que o Cardiff Bay, o barco em que Paul e Rosie navegavam, fora afundado no canal da Mancha. 

### Dia da Águia
No livro Dia da Águia, Marc ajuda Henderson a frustrar o plano de invasão alemã da Grã-Bretanha. Para Henderson se aproximar da zona militar, Charles Henderson finge ser um agricultor e criador de gado, mas acontece que os agricultores não tinham permissão para entrar na zona militar, então o oficial decide-se registar como tradutor. Depois de algumas semanas no trabalho de tradutor, Henderson consegue um emprego para Marc também. A história termina com o grupo a chegar seguro à Inglaterra e a conhecer Eileen McAfferty. 

### Exército Secreto
No início do livro, Marc está num dentista de Londres onde passa por uma operação para remover a raiz fragmentada do dente que lhe fora anteriormente arrancado pela Gestapo. Quando a pequena cirurgia acaba, Marc espera encontrar-se com Henderson para o levar de volta para o quarto onde estão alojados, contudo este esquece-se de o ir buscar e é forçado a voltar sozinho para o clube de cavalheiros de Henderson, onde o encontra embriagado. Nessa noite, aviões bombardeiros alemães lançam diversas bombas incendiárias pela cidade, atingindo o clube, o que obriga Marc a lutar para abrir caminho através do fumo para resgatar um velho cavalheiro que está preso, o que lhe faz sofrer de inalação de fumaça . Isso chama a atenção de um almirante, que dá um presente a Marc e se oferece para ajudar a unidade em dificuldades a garantir uma vaga em um exercício de treinamento.
Ele retorna ao campus por alguns dias, antes de viajar com o resto do Grupo A para um curso de treinamento de paraquedas. Marc descobre que tem medo de altura e fica com medo de pular de um avião na primeira vez. Ele fica deprimido depois, mas recebe uma segunda chance e, após o incentivo de Paul, executa seu salto quase perfeitamente. Ele então viaja para o norte, para a Escócia, com o resto da equipe CHERUB em um exercício de treinamento para tentar capturar uma arma antiaérea, onde ele ajuda a roubar e transportar a arma para a Estação King's Cross, em Londres.

### Lobos Cinzentos
Marc é enviado para a França ocupada com Charles Henderson. O família falsa passa-se por pai e filho sob o nome "Hourtefuex". Eles conhecem Madame Mercier, uma empresária local que ajuda a dupla no decorrer do romance. Depois de explorar a cidade francesa, eles retornam para Inglaterra. Marc passa por um treinamento de interrogatório com Troy LeConte, durante o qual ele é bombardeado com água fria e torturado. Ele consegue passar pelo interrogatório e é escolhido para retornar à França junto com outros cinco recrutas: Joel, Rosie, Paul, PT e Troy.
No decorrer desta missão, Marc trabalha ao lado de Henderson no bar mais caro e mais bem estabelecido de Madame Mercier como entregador de cigarros, onde ouve as conversas dos alemães. Quando um oficial alemão é morto, a segurança na cidade é reforçada e várias pessoas são presas e interrogadas. Tal inclui Marc, que estava a tentar recolher um pedaço de código em papel entregue por Joel ao lado de um caixote de lixo na rua paralela e mal iluminada ao lado da sua casa, quando um agente da Gestapo o encontrou tentar-se esconder, o que lhe parece deveras suspeito. O oficial leva Marc para a cadeia local, onde encontra Madame Mercier e vários donos de bares e restaurantes da cidade. Depois de alguns dias de espera, Marc está prestes a ser solto, quando Oberst Bauer pensa que ele pode ser útil para obter informações de Henderson, é obrigado a esperar numa cela por mais algum tempo. Até que é finalmente solto. Foi pouco depois torturado até assinar uma admissão a dizer que vendia comida do mercado negro para Madame Mercier. Por essa razão, é enviado para a prisão, onde quase é violado por um colega de cela espanhol. Na tentativa de violação, Marc mata o espanhol: primeiro dá-lhe um golpe forte que o imobiliza por alguns instantes, mas depois abre-lhe o maxilar e introduz na sua boca a pílula L, o que curte efeito em poucos momentos e o mata. Na decorrência do assassínio do colega de cela, é levado perante um juiz da prisão, que tem pena dele e sabe que ele será assassinado se for enviado de volta para a cela. O juiz envia-o, então, para uma quinta em Frankfurt, na Alemanha. Oberst Bauer, o oficial encarregado de descobrir quem matou o outro oficial alemão e de fechar o meercado negro de alimentos e afins na cidade, leva Henderson a acreditar que Marc está morto, o que o deprime profundamente, uma vez que toda esta experiência que teve com ele o fez sentir como um filho.

### O Prisioneiro
Veja <i id="mwOA">o Prisioneiro</i>

## Links externos
- Perfil em hendersonsboys.com

Página no wiki CHERUB
Predefinição:CHERUBPredefinição:CHERUB